# Holotrichia rustica
Holotrichia rustica är en skalbaggsart som beskrevs av Hermann Burmeister 1855. Holotrichia rustica ingår i släktet Holotrichia och familjen Melolonthidae. Inga underarter finns listade i Catalogue of Life.